# Diecéze asponská
Diecéze Aspona je titulární diecéze římskokatolické církve.

## Historie
Aspona, identifikovatelná s Çeditoyük v dnešním Turecku, je starobylé biskupské sídlo nacházející se v římské provincii Galacie I. Byla součástí konstantinopolského patriarchátu a sufragánnou arcidiecéze Ankyra.
Známe osm biskupů této diecéze. Carterius podepsal dopis biskupů přítomných na koncile v Serdice. Na začátku 5. století je znám biskup Palladius. Eusebius byl jedním z otců Efezského koncilu roku 431 a Iperechius který se zúčastnil roku 451 Chalkedonského koncilu. Epifanius podepsaný roku 458 na dopisu biskupů Galacie I. císaři Leonu I., po smrti Proteria z Alexandrije. Michaelus, který se zúčastnil roku 680 Třetího konstantinopolského koncilu a roku 692 koncilu v Trullu. Petrus zúčastněný roku 787 Druhého nikajského koncilu. Niceforus, který se podílel roku 869 koncilu, který odsoudil patriarchu Fotia Konstantinopolského.
Dnes je využívána jako titulární biskupské sídlo; v současnosti je bez titulárního biskupa.

## Seznam biskupů
- Carterius (zmíněn roku 344)
- Palladius (začátek 5. století)
- Eusebius (zmíněn roku 431)
- Iperechius (zmíněn roku 451)
- Epifanius (zmíněn roku 458)
- Michaelus (před rokem 680 - po roce 692)
- Petrus (zmíněn roku 787)
- Niceforus (zmíněn roku 869)

## Seznam titulárních biskupů
- 1950 - 1961 Vicente P. Reyes
- 1961 - 1978 Carlo Re, I.M.C.